# (73120) 2002 GS55
(73120) 2002 GS55 – planetoida z pasa głównego asteroid okrążająca Słońce w ciągu 3,8 lat w średniej odległości 2,43 j.a. Odkryta 5 kwietnia 2002 roku.